# Мельнич
Мельнич (укр. Мельнич) — село в Журавновской поселковой общине Стрыйского района Львовской области Украины, расположено на реке Лютинка.
Население по переписи 2001 года составляло 471 человек. Занимает площадь 1,31 км². Почтовый индекс — 81785. Телефонный код — 3239.